# Compton Mackenzie

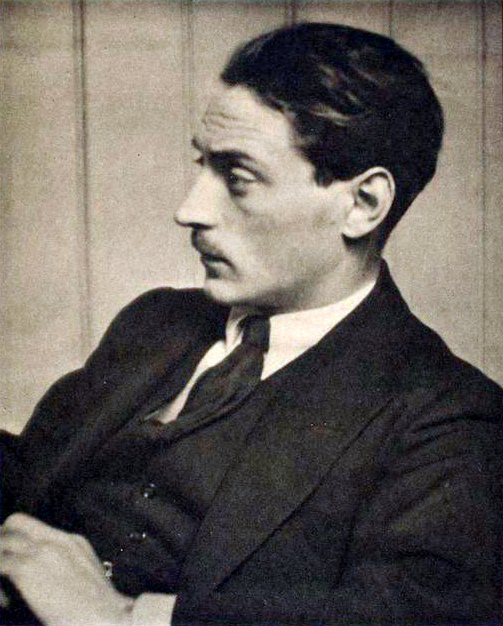
Compton Mackenzie, 1914

Sir Edward Montague Compton Mackenzie (* 17. Januar 1883 in West Hartlepool; † 30. November 1972 in Edinburgh) war ein schottischer Schriftsteller und Nationalist.

## Leben
Mackenzie wurde in eine Familie hineingeboren, in der das Theater eine wichtige Rolle spielte. Fay Compton, seine Schwester, trat in vielen Stücken von James M. Barrie, wie zum Beispiel Peter Pan, auf. Auch sein Vater Edward Compton war Schauspieler. Obwohl Mackenzie in England geboren wurde, war sein Leben von einer tiefen Bindung zur schottisch-gälischen Kultur geprägt.
Während des Ersten Weltkriegs diente Mackenzie zunächst als Captain der Royal Marines, wurde wegen schlechter Gesundheit von der British Intelligence in der Gegenspionage im östlichen Mittelmeer eingesetzt. Über die Erfahrungen, die er in dieser Zeit sammelte, veröffentlichte er später vier Bücher. Zwischen 1920 und 1923 war er Pächter der Kanalinsel Herm.
Mackenzie war dreimal verheiratet und nicht nur als Schriftsteller, sondern auch als Schauspieler und Rundfunksprecher tätig. Außerdem war er politisch aktiv und zählt zu den Gründern der Scottish National Party.
In den 1930er-Jahren errichtete Mackenzie auf der schottischen Insel Barra ein Anwesen. In der Zeit, in der er dort lebte, gewann er neben der Inspiration auch viele Freunde, die er als Aristokraten der Demokratie bezeichnete. Zu diesen gehörte auch John MacPherson, der als The Coddy bekannt ist.
Am 8. Juli 1952 wurde er zum Knight Bachelor geschlagen und führte seither den Namenszusatz „Sir“.
Nach seinem Tod 1972 wurde Sir Compton Mackenzie auf Barra bestattet.

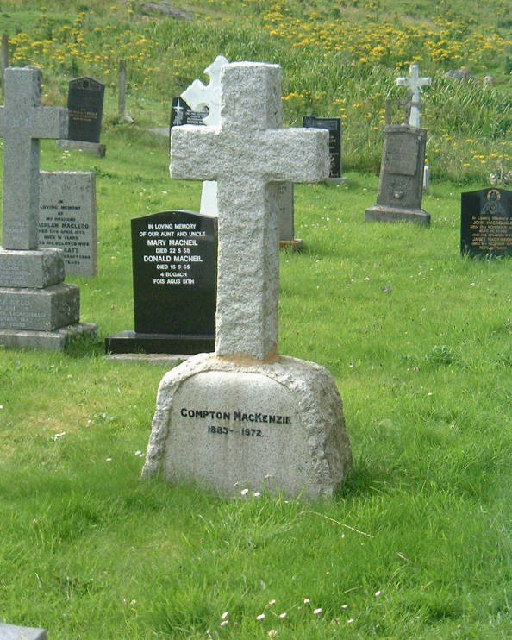
Grab von Compton Mackenzie in Eoligarry, Barra

## Rezeption
Mackenzie schrieb verschiedene Romane, darunter auch The Passionate Elopement, Carnival, Sinister Street und die Autobiografie My Life and Times, die zwischen 1963 und 1971 entstand.
Die komischen Romane Whisky Galore! und Monarch of the Glen, die den Stoff für einen erfolgreichen Film und eine Fernsehserie lieferten, sind seine wohl bekanntesten Werke. Insgesamt brachte Compton Mackenzie fast hundert Bücher, darunter zehn autobiografische Bände, heraus. The Four Winds Of Love gilt als sein Meisterwerk.
1923 gründete er zusammen mit Christopher Stone The Grammophone, ein nach wie vor einflussreiches britisches Magazin, das über klassische Musik berichtet.

## Werke
Autobiographisches
- My Life and Times. Chatto & Windus, London 1963/71 (10 Bde.)

Belletristik
- The Gentleman in Grey. 1907.
- The Passionate Elopement (The new Adelphi Library; Bd. 35). Secker, London 1927 (EA London 1911).
- Carnival. MacDonald, London 1951 (EA London 1912).
- Sinister Street. Penguin Books, Harmondsworth 1983, ISBN 0-14-001490-X (EA London 1914).
- The Early life and adventures of Sylvia Scarlett. Hutchinson, London 1921 (EA London 1918, Digitalisat; 1935 als Sylvia Scarlett verfilmt).
- The Altar Steps. Cassell, London 1931 (EA London 1922, E-Text).
- Santa Claus in Summer. Dent, London 1960 (EA Oxford 1924).
- The Old Men Of the Sea (Collection of British Authors; Bd. 4672). Tauchnitz, Leipzig 1925 (EA London 1924).
- Vestal Fire. Hogarth, London 1985, ISBN 0-7012-0573-3 (EA London 1927).
- Extraordinary Women. Themes and Variations. Hogarth, London 1987, ISBN 0-7012-1017-6 (EA London 1928).
- War Memories. Panther Books, 1965ff

1. Gallipoli Memories. (EA London 1929)
2. Athenian Memories. (EA London 1931).
3. Greek Memories. (EA London 1932).

- Der Herr im Hochmoor. Ein fröhlicher Roman aus dem Lande des Kilts und des Dudelsacks (The Monarch of the Glen, 1941). Benziger, Köln 1953.
- The Four Winds of Love. Chatto & Windus, London 1949/77 (8 Bde.).

1. The east wind of love. ISBN 0-7011-0948-3 (2 Bde.).
2. The south wind of love. ISBN 0-7011-0949-1 (2 Bde.).
3. The west wind of love. ISBN 0-7011-0952-1 (2 Bde.).
4. The north wind of love. ISBN 0-7011-0953-X (2 Bde.).

- Das Whiskyschiff. Ein humoristischer Roman (Whisky Galore, 1947). Goldmann, München 1966.
- The Rival Monster. Penguin Books, Harmondsworth 1952.
- Rockets Galore. Chatto & Windus, London 1957.
- Thin Ice. A novel.Chatto & Windus, London 1956.
- Ein Häuschen auf dem Lande. Ein humoristischer Roman (Buttercups and daisies). Goldmann, München 1967 (früherer Titel: Fast Leute vom Land).
- Herrlich und in Freuden. Roman (Ben Nevis goes East). Benziger, Einsiedeln 1959.
- Die Mondrepublik (The lunatic Republic).
- Bananen, Frauen und Spione. Ein heiterer Roman vom Geheimdienst (Water in the brain). Sanssouci-Verlag, Zürich 1958.

Sachbücher
- Wind of freedom. The history of the invasion of Greece by the Axis Powers 1940–1941. Chatto & Windus, London 1943.
- Die Katzen und ich (Cat's Company). Sanssouci-Verlag, Zürich
- Mieze (Catmint, 1961). Verlag Deutsch, Wien 1962.
- Franklin Delano Roosevelt (Mr. Roosevelt). Büchergilde Gutenberg, Zürich 1946.
- Dr. Beneš. Harrap, London 1946.
- On Moral Courage. 1962.

## Verfilmungen

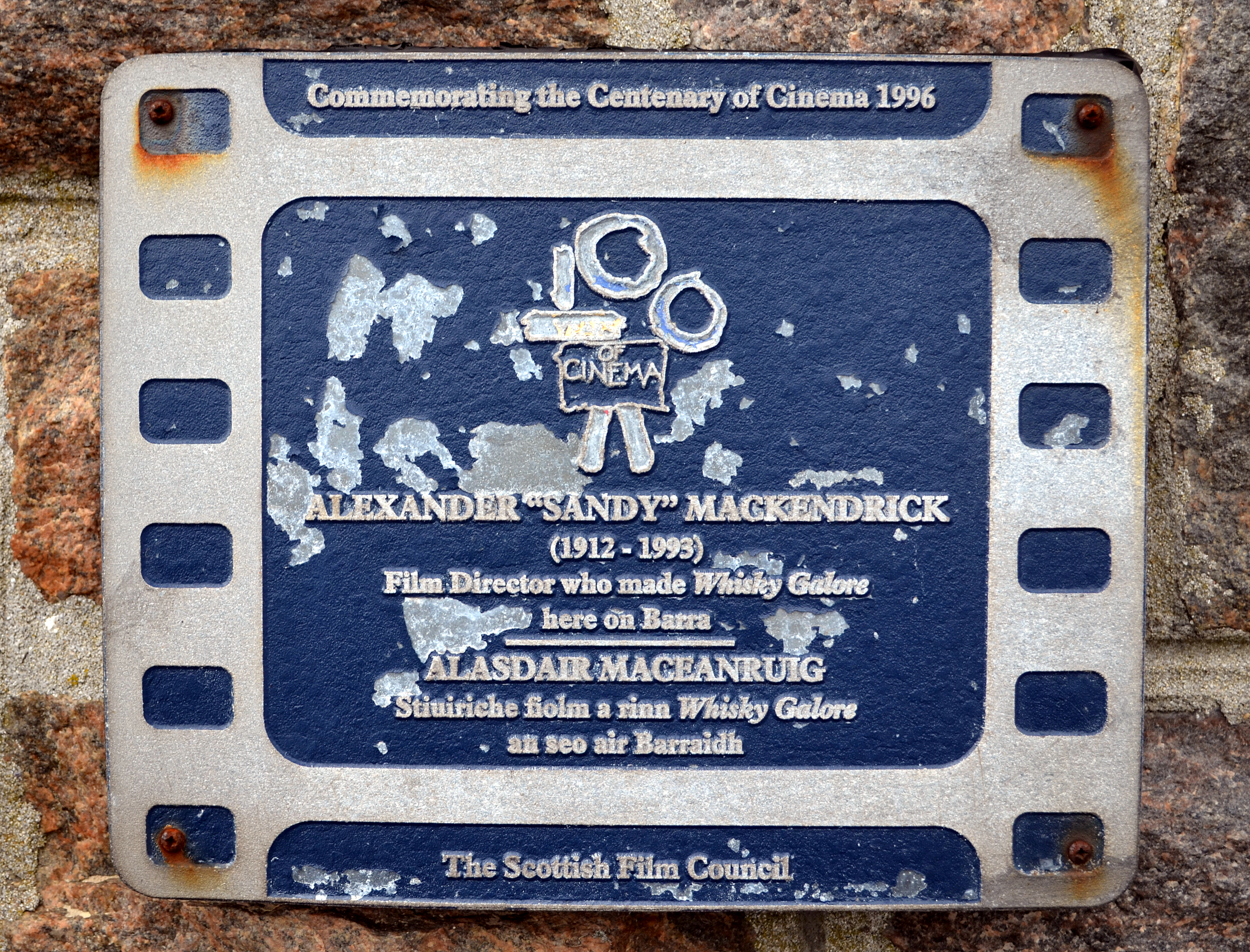
Castlebay auf der Insel Barra, Äußere Hebriden: Gedenkplakette des Scottish Film Council von 1996 für Regisseur Alexander „Sandy“ Mackendrick, der hier 1949 den Film Whisky Galore! drehte. Die Plakette ist zweisprachig in Englisch und Gälisch.

- 1936: Sylvia Scarlett – Regie: George Cukor
- 1946: Ein Herz geht verloren (Carnival) – Regie: Stanley Haynes
- 1949: Freut euch des Lebens (Whisky galore) – Regie: Alexander Mackendrick